# 劉銳紹

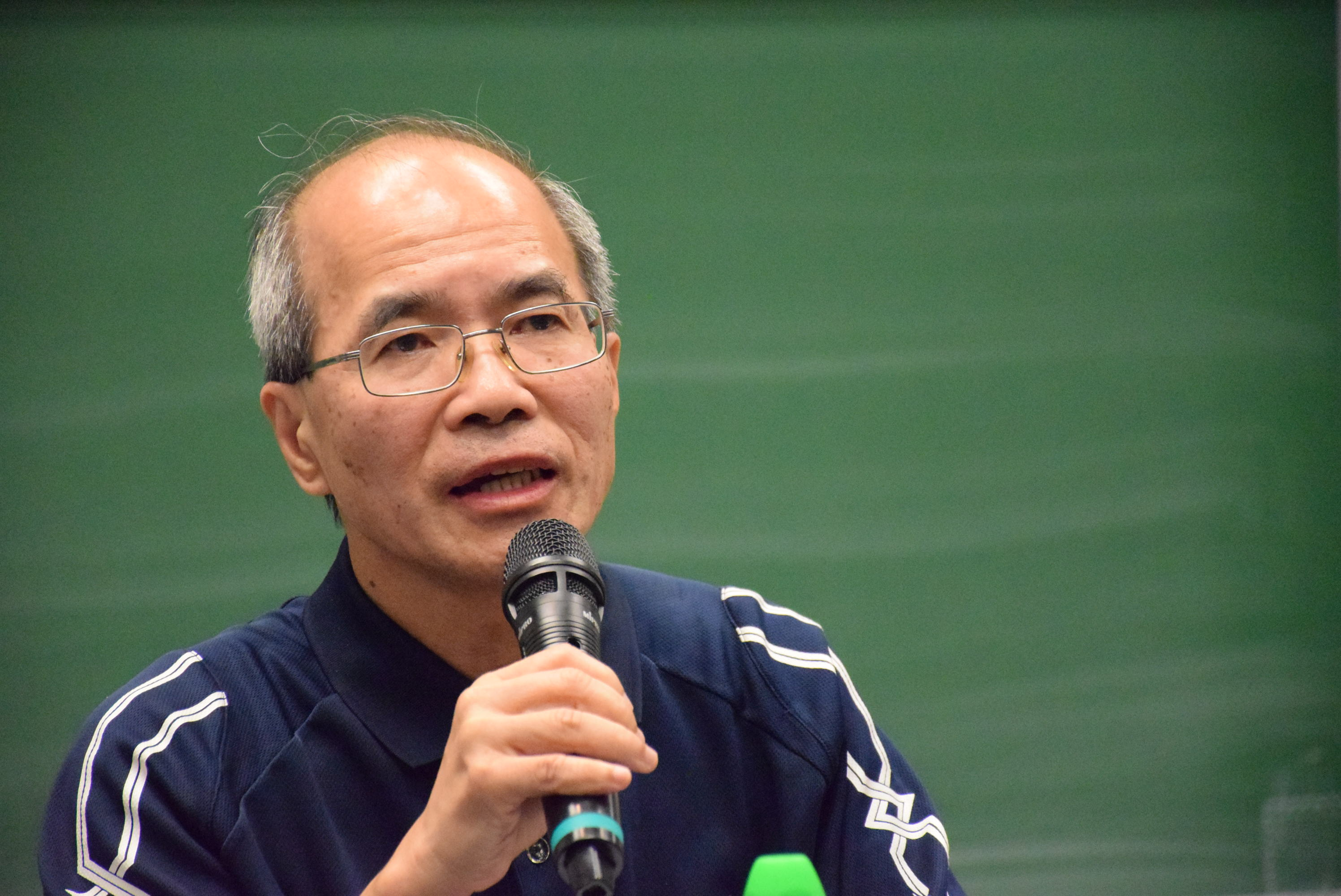
2016年10月的劉銳紹

劉銳紹（1954年9月5日—），生於香港，香港時事評論員，人稱「夫子」，曾任《文匯報》職駐北京記者，1989年，六四事件爆發，期間劉銳紹親歷事態發展，事件的影響後來令他及該報多名高層離開報社。劉銳紹對中國大陸事務有一定的認識及見解，常在香港傳媒、電視台及報章發表時事評論。

## 早年經歷
劉銳紹出身左派背景，在灣仔的基層家庭長大，早年分別於一所工人子弟學校，賽馬會官立小學、北角官立小學、丹拿山警察子弟學校和聖璐琦書院（1967年至1973年）讀書。劉銳紹在香港六七暴動期間曾擔任小鬼隊成員，替左派偷運《毛語錄》和派傳單。
自1972年開始從事新聞工作，於八九民運期間在香港親中共報章《文匯報》任職駐北京記者，1989年六四事件爆發前夕，中共下令解放軍進京執行戒嚴令，此舉當時在香港引起社會很大的迴響，同日香港有百多萬市民上街遊行，1989年5月21日，《文匯報》社論更以「痛心疾首」四個大字以回應北京，有評論認為《文匯報》的帶頭「造反」亦間接帶動了中間立場報紙，一致譴責中共。
六四後中共秋後算賬，社長李子誦、副總編輯程翔、總編輯金堯如先後被迫離開《文匯報》，劉銳紹於1991年被辭退，更成為當時唯一被北京市長陳希同點名為「動亂菁英」的香港人，直至2000年，他被拒返回中國內地。而李子誦和程翔於1991年至1995年2月20日期間創辦《當代》雜誌，並任副總編輯，而有份決定採用該社論的總編輯金堯如最後定居美國，退出中國共產黨，於2004年去世。
2009年5月，劉銳紹受訪憶述，認為自己是一個愛國者，他承認1967年只得12歲時，有份參與「反英抗暴」香港左派暴動。他的任務是傳遞《毛語錄》，因為當時他不滿殖民地管治，受到國家民族思想感召，想透過黨為國家服務。他承認當時對黨與國家的界線比較模糊，自己有過左傾的思潮。

## 近況
劉銳紹曾為香港新城電台《發展新大陸》、多次被邀請為亞洲電視《把酒當歌》嘉賓；現為商業一台星期天早上《政好星期天》節目主持人、香港電台第一台《中國點點點》節目主持人，多次被邀請在香港電台節目《講東講西》有關中國事務之題目暢談，並先後擔任香港有線電視中港事務顧問，加拿大中文電台評論員等。他在2008年期間亦擔任香港浸會大學傳理學院以及澳門大學的兼職講師。專欄著作包括：《蘋果日報》〈劉銳紹專欄〉、《香港經濟日報》〈中港政情專欄〉、《東方日報》〈中港筆通〉，《成報》〈詞筆達意〉及《星島日報》、《明報》、《新報》、《AM730》中港評論專欄等。
他加入了獨立評論人協會。

## 曾獲獎項
- 全球華人奧運會報導獎（1988年）
- 公議和平獎（1989年）

## 家庭
劉銳紹的妻子姓孫，亦為記者。

## 外部連結
- 劉銳紹的Facebook專頁
- Am730：劉銳紹專欄 （页面存档备份，存于）
- 灼見名家：劉銳紹專欄 （页面存档备份，存于）